# Balsfjorden
Balsfjorden (en sami septentrional: Báhccavuotna) es un fiordo localizado en los municipios de Balsfjord y Tromsø en Troms, Noruega.

## Geografía
Tiene alrededor de 57 kilómetros de largo finalizando en el estrecho de Tromsøysundet, al sur de Tromsø. Fluye en dirección norte a sur, con una anchura que varía entre los 2 y 7 kilómetros.

## Localidades y transporte
La ruta europea E8 pasa por la mayor parte de la costa este y la ruta europea E6 por el límite sur. Storsteinnes está asentado en la costa suroeste del fiordo, por el pueblo de Nordkjosbotn.